# Koblenz
Koblenz (tiếng Pháp: Coblence) là một thành phố lớn ở phía bắc của bang Rheinland-Pfalz thuộc nước Đức. Thành phố này là thành phố lớn thứ ba của bang sau Mainz và Ludwigshafen. Trụ sờ chính của Đại học Koblenz-Landau (Universität Koblenz-Landau) đặt tại đây.
Koblenz là một troong các thành phố lâu đời nhất của Đức, đã kỷ niệm 2000 năm thành lập vào năm 1992. Tên nguyên thủy bằng tiếng La tinh Confluentes (hợp lưu - chảy vào nhau) xuất phát từ địa thế của thành phố nằm trên cửa sông Mosel đổ vào sông Rhein ở tại nơi gọi là Góc Đức. Cho đến năm 1926 tên thành phố được viết là Coblenz. Từ năm 1962 Koblenz là thành phố lớn với hơn 100.000 dân cư.
Các thành phố lớn gần đó là Bonn (khoảng 60 km dọc theo sông Rhein) và Mainz (khoảng 90 km ngược sông Rhein). Một phần của thành phố Koblenz thuộc vào di sản văn hóa thế giới "đồng bằng trung lưu sông Rhein phía trên". Pháo đài La Mã trong khu Koblenz-Niederberg thuộc vào "Upper Germanic Limes", cũng nằm trong danh sách di sản văn hóa của UNESCO từ 2005.